# Xã Greenwood, Quận St. Louis, Minnesota
Xã Greenwood (tiếng Anh: Greenwood Township) là một xã thuộc quận St. Louis, tiểu bang Minnesota, Hoa Kỳ. Năm 2010, dân số của xã này là 939 người.